# Francesco Quaresmio
Francesco Quaresmio (Lodi, 4 aprile 1583 – Milano, 25 ottobre 1650) è stato un francescano, orientalista e palestinologo italiano.

## Biografia
Entrato nell'Ordine dei francescani osservanti a Mantova in giovane età, tenne le cattedre di filosofia, teologia e diritto canonico del suo ordine, e fu guardiano, provinciale, definitore e procuratore generale. Recatosi in Oriente, fu guardiano nella Custodia di Terrasanta e commissario apostolico dell'Oriente (1618-19). Nel 1620 ritornò in Europa, ma cinque anni dopo era di nuovo a Gerusalemme, da dove scrisse a Filippo IV una lettera esortatoria per la liberazione del Santo Sepolcro. Viaggiò per l'Egitto, la Palestina, la Siria, la Mesopotamia, Cipro, Rodi, Costantinopoli, e gran parte dell'Asia Minore. Nel 1629 tornò in Italia a rendere conto alla Santa Sede della sua missione. Nel 1637 era guardiano di Sant'Angelo a Milano.
Il suo lungo apostolato in Oriente e le magnifiche opere che ci ha lasciato gli hanno assicurato una fama mondiale, in particolare tra i gli storici, i biblisti e gli orientalisti. Tra il 1616 e il 1626 scrisse il classico Elucidatio terræ Sanctæ, pubblicato ad Anversa nel 1639, un monumentale contributo allo studio storico, geografico, archeologico e biblico della Palestina.

## Opere
- (LA) Francesco Quaresmio, Historica, theologica Et moralis Terrae Sanctae Elucidatio in qua pleraque ad veterem et praesentem ejusdem Terrae statum spectantia accurate explicantur varii errores refelluntur veritas fideliter exacteque discutitur et comprobatur, vol. 1, Antverpiae, ex officina Plantiniana Balthasaris Moreti, 1639. URL consultato il 20 dicembre 2019.
- (LA) Francesco Quaresmio, Historica, theologica Et moralis Terrae Sanctae Elucidatio in qua pleraque ad veterem et praesentem ejusdem Terrae statum spectantia accurate explicantur varii errores refelluntur veritas fideliter exacteque discutitur et comprobatur, vol. 2, Antverpiae, ex officina Plantiniana Balthasaris Moreti, 1639. URL consultato il 20 dicembre 2019.
- De sacratissimis Domini Nostri Jesu Christi quinque vulneribus... tractatio (voll. 5, Venezia 1652);
- Jerosolymae afflictae et humiliatae deprecatio ad suum Philippum IV... (Milano 1631);
- Itinerario di Caldea (edito dal padre Marcellino da Civezza, in Storia universale delle Missioni francescane, Firenze 1895, p. 595 segg.).